# Thomas Kent
Thomas Kent, també conegut com a Tomás Ceannt en gaèlic (Castlelyons, 29 d'agost de 1865 – Cork, 9 de maig de 1916), fou un nacionalista irlandès. Després d'un tiroteig amb el Royal Irish Constabulary (RIC), en el qual van morir un agent de seguretat i un dels germans de Thomas, fou arrestat, jutjat i executat, el 2 de maig de 1916, en el context de l'Alçament de Pasqua.
Kent era membre d'una família d'eminents nacionalistes instal·lada a la casa Bawnard, a Castlelyons (comtat de Cork). Els Kent havien de participar en la revolta de Pasqua, però quan es va contradir l'ordre de mobilització, van decidir quedar-se a casa. Tot i així, l'alçament es va realitzar a Dublín, motiu pel qual el RIC va ser enviat per detenir als coneguts simpatitzants que pogués tenir en diverses ciutats d'Irlanda, entre els que destacaven els membres de l'Irish Republican Brotherhood, del Sinn Féin i dels Voluntaris Irlandesos. Quan la residència dels Kent va ser envoltada per les forces de seguretat, van trobar-se amb la resistència armada de Thomas i els seus germans Richard, David i William. El tiroteig va allargar-se durant quatre hores i va provocar la mort d'un oficial del RIC, William Neil Rowe. David Kent, a més, va quedar greument ferit. Finalment, els Kent es van veure obligats a rendir-se, tot i que un darrer intent de fugir per part de Richard va provocar que acabés ferit de mort.
Posteriorment, Thomas i William van ser jutjats mitjançant un tribunal militar, acusats de rebel·lió militar. William fou absolt, però Thomas va ser sentenciat a mort, essent afusellat a Cork el 9 de maig de 1916. David Kent va ser traslladat a Dublín, on va ser acusat amb els mateixos càrrecs, trobat culpable i sentenciat a mort, però en el seu cas la sentència va ser commutada a cinc anys de servei en un penal. Si no es té en compte el cas singular de Roger Casement, Thomas Kent va ser l'únic individu que no es trobava a Dublín durant l'alçament en ser executat pel seu paper en els esdeveniments que van desenvolupar-se al voltant de l'alçament de Pasqua. Va ser enterrat als terrenys de la presó de Cork, l'antiga caserna de detenció militar situada al darrere de la Caserna Collins (abans coneguda com a Caserna Victòria). Actualment aquest espai porta el seu nom, així com l'estació de tren de Cork.
El Taoiseach Enda Kenny va oferir a la família Kent la celebració d'un funeral d'estat en honor de Thomas a principis del 2015, oferiment que van acceptar. Les despulles de Thomas van ser exhumades el juny de 2015, emplaçament on hi havien estat durant 99 anys.
El funeral d'estat es va celebrar el 18 de setembre de 2015 a l'església de Sant Nicolau de Castlelyons. Les seves despulles van descansar a la Caserna Collins el dia anterior. La cerimònia va comptar amb l'assistència del President Michael D. Higgins, amb Enda Kenny realitzant l'oració davant la tomba.